# Heroes of Might and Magic IV: Winds of War
Heroes of Might and Magic IV: Winds of War is het tweede uitbreidingspakket voor het turn-based strategy spel Heroes of Might and Magic IV. Het spel is ontworpen door New World Computing voor Microsoft Windows en uitgebracht door 3DO Company in 2003.
Winds of War was het laatste Heroes of Might and Magic spel dat ontworpen werd door New World Computing. Kort na uitkomst ging 3DO Company failliet en werd het Might and Magic genre gekocht door Ubisoft.

## Toevoegingen
Winds of War introduceert nieuwe legereenheden voor Heroes IV waaronder: the Catapult, the Frenzied Gnasher en de MegaDragon. Ook bevat Winds of War zes nieuwe campaigns die gezamenlijk de invasie van het koninkrijk van Channon door de vijf omliggende koninkrijken behandelen. Elk van deze campaigns bevat weer een nieuwe held.

## Campaigns
- To Rule the World: draait om de held Spazz Maticus the Witch-King, de leider op het eiland van de Natie van Orillos.
- Barbarian Hordes: draait om Mongo the Barbarian, leider van een groep barbaren krijgers.
- The Magnificent One: draait om Mysterio the Magnificent, een krijger magiër die Channon wil veroveren om het geheim van onsterfelijkheid te leren.
- Enough is Enough draait om Erutan Revol (“Nature Lover” achterstevoren gespeld) the Beastmaster, die wraak wil op Channon vanwege de verwoestingen die de inwoners van Channon hebben aangericht in het bos.
- Death March draait om Baron Von Tarkin the Dark Lord, leider van het land Korresan, die alle omliggende landen wil veroveren, te beginnen met Channon.
- The Last Bastion: deze laatste campaign vertelt het verhaal van de invasie van Channon zelf en stelt de speler in staat te kiezen met welk van de vijf helden uit de vorige campaigns hij/zij wil spelen.